# Platysenta berinda
Platysenta berinda är en fjärilsart som beskrevs av Druce. Platysenta berinda ingår i släktet Platysenta och familjen nattflyn. Inga underarter finns listade i Catalogue of Life.